# Arie van Vliet

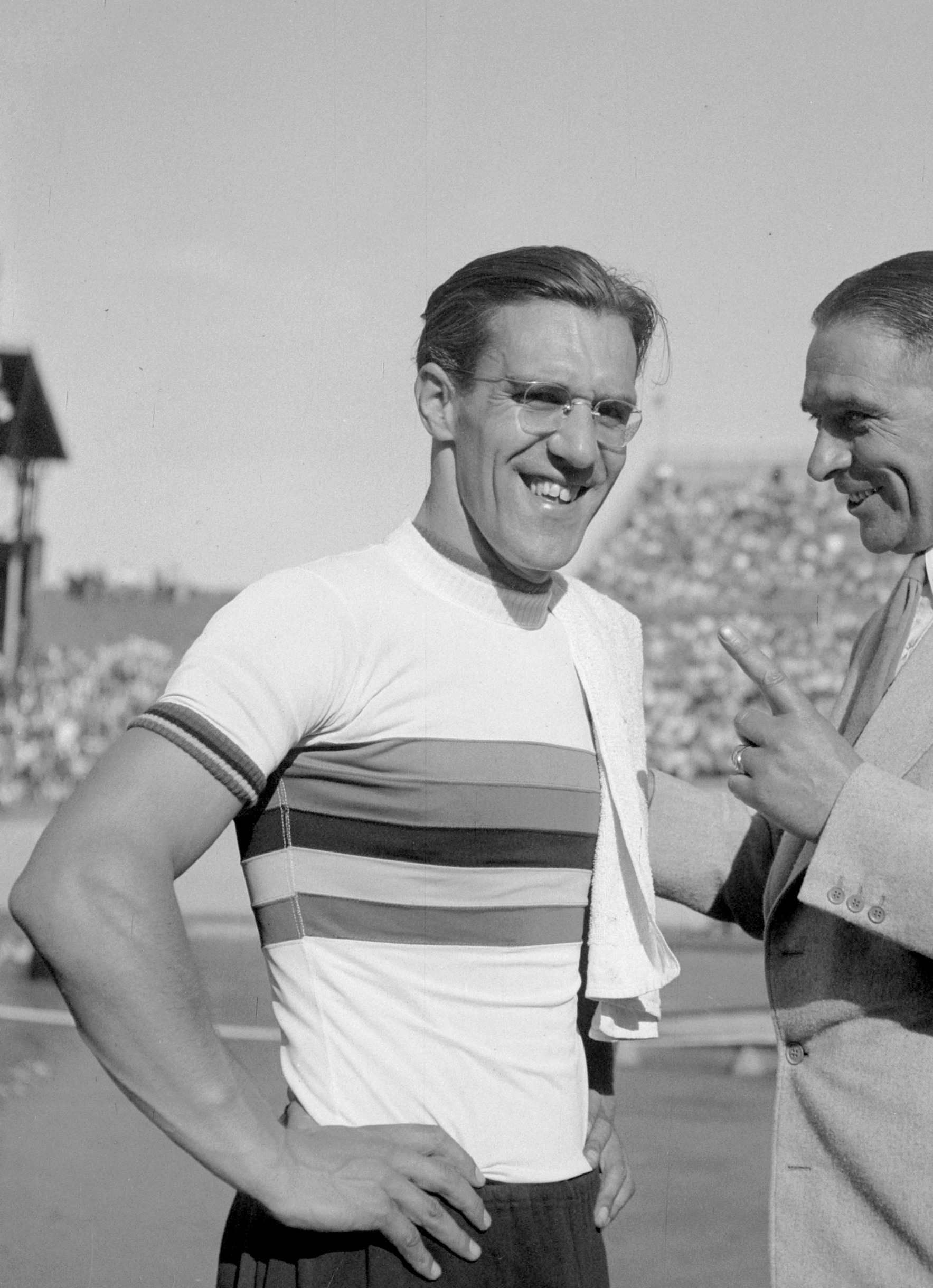
Van Vliet als Profi_Weltmeister im Jahre 1948

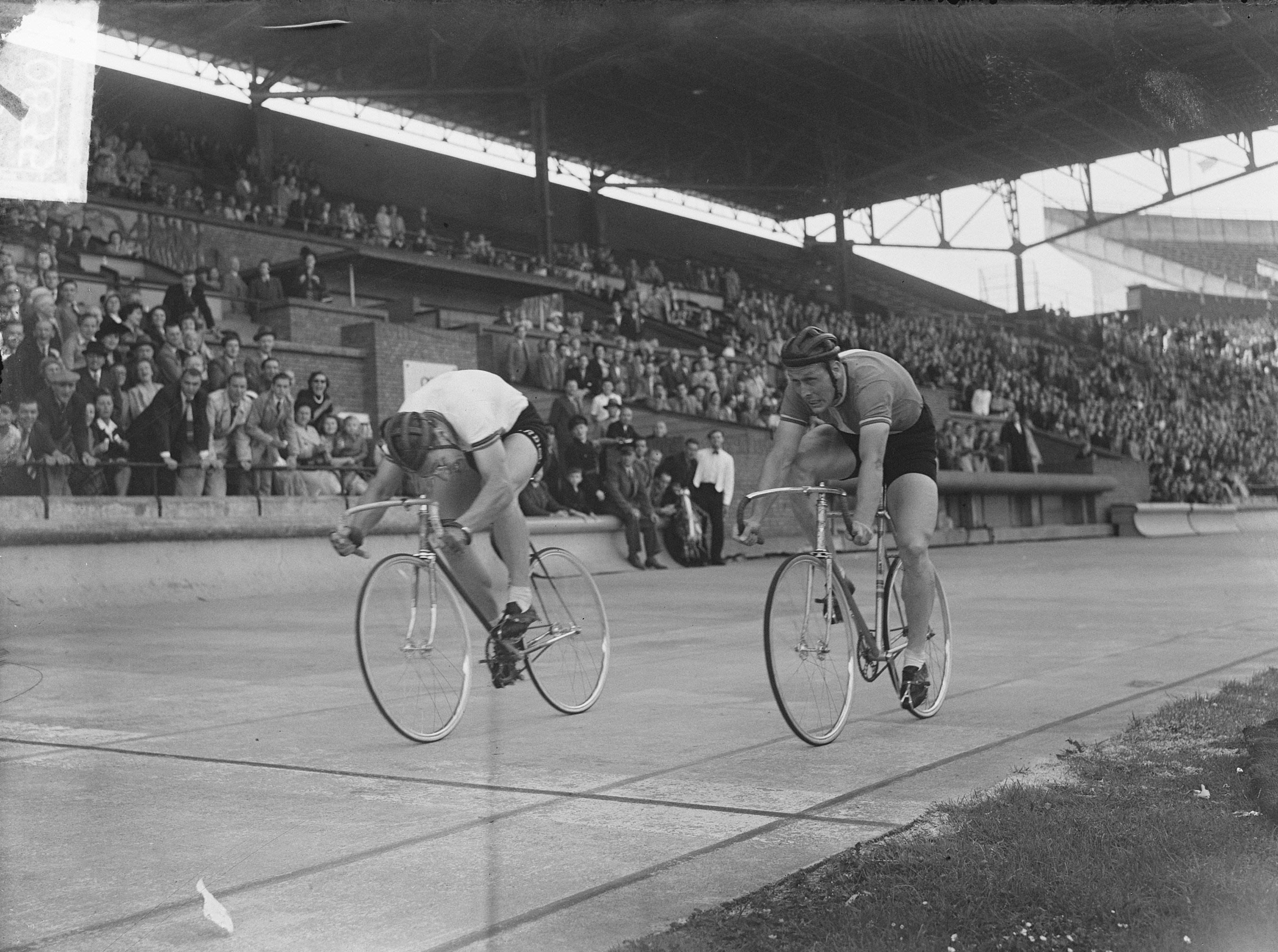
Van Vliet schlägt seinen heimischen Konkurrenten Jan Derksen (1950)

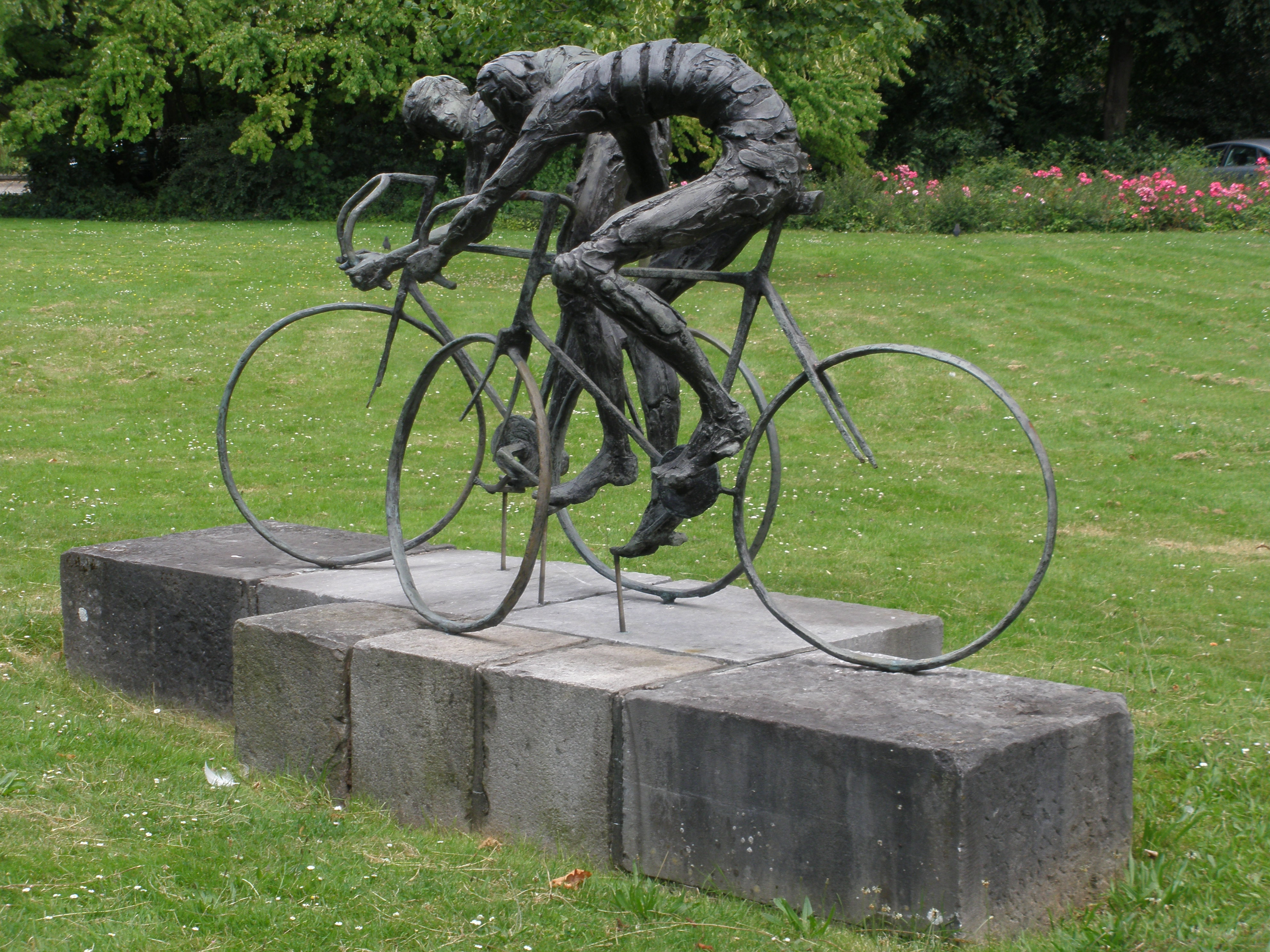
Skulptur De wielrenners von Jos Pirkner in van Vliets Heimatstadt Woerden

Arie Gerrit van Vliet (* 18. März 1916 in Woerden; † 9. Juli 2001 ebenda) war ein niederländischer Radrennfahrer. Van Vliet,  wegen seines taktischen Geschicks im Sprint „Professor“ genannt, war einer der erfolgreichsten Bahnradsportler. 1936 wurde er Olympiasieger im 1000-Meter-Zeitfahren, errang olympisches Silber im Sprint und wurde viermal Weltmeister.

## Sportliche Laufbahn
Arie van Vliet kam 1934 während seines Studiums an der Technischen Hochschule in Leipzig zum Radsport. Nachdem er häufig Rennen auf der Radrennbahn Leipzig als Zuschauer besucht hatte, beantragte er eine Lizenz als Amateur.
Bei den Bahnweltmeisterschaften 1934 und 1935 gewann Arie van Vliet jeweils die Silbermedaille. Bei den Olympischen Sommerspielen 1936 bestritt er sowohl das 1000-Meter-Zeitfahren als auch den Sprint. Van Vliet gewann das Zeitfahren, verlor aber das Finale im Bahnsprint in zwei Läufen gegen den Deutschen Toni Merkens, der van Vliet bereits bei den Weltmeisterschaften 1935 geschlagen hatte. Van Vliet legte gegen die Wertung des ersten Finallaufs Protest ein, da Merkens ihn behindert habe, die Jury entschied jedoch, den Lauf zu werten. Merkens wurde lediglich mit einer Geldstrafe wegen Verlassens der Fahrlinie belegt. Van Vliet sicherte sich im Gegenzug auf der Offenen Rennbahn Oerlikon in Zürich den Weltmeistertitel 1936 im Bahnsprint.
1937 wurde Van Vliet, nachdem er seinen nationalen Meistertitel im Bahnsprint verteidigt hatte, Profi und noch im selben Jahr hinter dem Serienweltmeister Jef Scherens Zweiter der Profiweltmeisterschaften. 1938 konnte er Scherens, der sechsmal in Folge Weltmeister geworden war, als Weltmeister ablösen. Im folgenden Jahr qualifizierten sich Scherens und van Vliet wieder für das Finale, das jedoch wegen des Abbruchs der Weltmeisterschaften wegen des Ausbruchs des Zweiten Weltkriegs nicht ausgetragen wurde.
Van Vliet blieb während des Krieges in den Niederlanden und bestritt weiter Bahnwettkämpfe, unter anderem gewann er jedes Jahr bis 1951 (mit Ausnahme von 1949) bei den niederländischen Meisterschaften im Bahnsprint. 1946 gewann er nach 1942 ein zweites Mal den angesehenen Sprintklassiker Grand Prix de Paris und nahm auch an der Bahnrad-WM in Zürich teil, wo er Dritter wurde. Den Sieg in Paris wiederholte van Vliet bis 1950 noch dreimal. Während er 1947 außer dem Sieg in Paris nur niederländischer Meister geworden war, holte er sich 1948 nach zehn Jahren nochmals den Weltmeistertitel im Bahnsprint. 1949 wurde er nochmals Dritter bei den Weltmeisterschaften, 1950 beendete er als Zweiter. Nachdem er sich 1951 und 1952 nicht platziert hatte, gewann Van Vliet 1953 seinen dritten Weltmeistertitel, wobei er in einem Dreierrennen den Olympiasieger von 1952, Enzo Sacchi, und den mehrmaligen Weltmeister Reg Harris schlug. 1954 und 1957 wurde van Vliet nochmals Vizeweltmeister, 1955 Dritter. Den Grand Prix Amsterdam gewann er achtmal und war damit Rekordsieger. Den Grand Prix d’Anvers gewann er 1938, 1940, 1951, 1955 und 1957. Den Grand Prix de l’UCI in Paris gewann er 1950. Dreimal gewann er den Großen Preis von Berlin siebenmal den Grand Prix Kopenhagen. Dreimal gewann er den Grand Prix du Conseil municipal de la ville de Paris. Neben seinen Titeln im Sprint gewann er 1955 die Meisterschaft im Punktefahren.
1957 beendete er nach 20 Jahren seine Profikarriere.
13-mal wurde Arie van Vliet niederländischer Meister im Sprint, allein 14-mal stand er im Finale seinem stärksten Konkurrenten Jan Derksen gegenüber. 1954 wurde Derksen von der Jury zum Meister erklärt, nachdem er mit knappem Vorsprung vor van Vliet gewonnen hatte. Arie van Vliet war über diese Entscheidung so erbost, dass er zum zweiten Lauf nicht mehr antrat. Dafür wurde er vom niederländischen Radsportverband KNWU ein Jahr lang für nationale Rennen gesperrt. Derksen wiederum forderte ihn zu seiner Revanche auf, die dieser in zwei Läufen gewann.

## Verschiedenes
Nach dem Ende seiner Radsportlaufbahn nahm Arie van Vliet eine Tätigkeit im Autohandel der Familie auf und wurde Vertragshändler für Volvo und DAF.
1970 wurde in der Nähe des Hauses von van Vliet die Skulptur De wielrenners zu seinen Ehren enthüllt. Das Haus in Woerden hatte er Oerlikon genannt, nach der Bahn in Zürich, auf der er 1936 erstmals Weltmeister geworden war.
Im Januar 2001 verstarb Van Vliets Frau; er selbst starb 85-jährig sechs Monate später.

## Erfolge
1934
- Amateur-Weltmeisterschaft – Sprint

1935
- Amateur-Weltmeisterschaft – Sprint

1936
- Olympiasieger – 1000-Meter-Zeitfahren
- Olympische Spiele – Sprint
- Amateur-Weltmeister – Sprint
- Niederländischer Amateur-Meister – 1000-Meter-Zeitfahren

1937
- Weltmeisterschaft – Sprint
- Niederländischer Meister – Sprint

1938
- Weltmeister – Sprint
- Niederländischer Meister – Sprint

1939
- Niederländischer Meister – Sprint

1940
- Niederländischer Meister – Sprint

1941
- Niederländischer Meister – Sprint

1942
- Grand Prix de Paris
- Niederländischer Meister – Sprint

1945
- Niederländischer Meister – Sprint

1946
- Weltmeisterschaft – Sprint
- Grand Prix de Paris
- Niederländischer Meister – Sprint

1947
- Grand Prix de Paris
- Niederländischer Meister – Sprint

1948
- Weltmeister – Sprint
- Grand Prix de Paris
- Niederländischer Meister – Sprint

1949
- Weltmeisterschaft – Sprint
- Grand Prix de Paris

1950
- Weltmeisterschaft – Sprint
- Niederländischer Meister – Sprint

1951
- Niederländischer Meister – Sprint

1953
- Weltmeister – Sprint

1954
- Weltmeisterschaft – Sprint

1955
- Weltmeisterschaft – Sprint
- Niederländischer Meister – Punktefahren

1956
- Europameister – Sprint

1957
- Weltmeisterschaft – Sprint